# Président de la république du Ghana
Le président de la république du Ghana (en anglais : President of the Republic of Ghana) est le chef de l'État du Ghana. Ses compétences politiques et institutionnelles sont régies par la Constitution.

## Histoire
Au moment de l'indépendance du Ghana, le 6 mars 1957, Élisabeth II devient reine du nouvel État, où elle est représentée par un gouverneur général, tandis que Kwame Nkrumah est Premier ministre. Le 1er juillet 1960, la république du Ghana est proclamée et Nkrumah en devient le premier président.

## Système électoral
Le président de la République est élu au scrutin uninominal majoritaire à deux tours pour un mandat de quatre ans renouvelable une seule fois. Est élu le candidat ayant recueilli la majorité absolue des suffrages exprimés au premier tour. À défaut, un second tour est organisé entre les deux candidats arrivés en tête au premier, et celui recueillant le plus de voix est déclaré élu. Chaque candidat à la présidence se présente avec un candidat à la vice présidence.
Peuvent participer au scrutin tous les citoyens ghanéens âgés d'au moins 18 ans. Quant aux candidats, ils doivent notamment être ghanéens de naissance et être âgés d'au moins 40 ans.